# Sumber Kepuh
Sumber Kepuh is een bestuurslaag in het regentschap Nganjuk van de provincie Oost-Java, Indonesië. Sumber Kepuh telt 1708 inwoners (volkstelling 2010).